# Witold Obidowicz
Witold Jan Obidowicz  ps. „Wit”, „Wiktor”, „Orszak” (ur. 7 stycznia 1900 w Krakowie, zm. 17 marca 1944 w KL Auschwitz) – major piechoty Wojska Polskiego, kawaler Orderu Virtuti Militari.

## Życiorys
Urodził się 7 stycznia 1900 w Krakowie. Był synem Stanisława i Agnieszki z domu Wałęga. W 1914 ukończył II klasę w V Gimnazjum w Krakowie. Od 1912 do 1 listopada 1918 działał w drużynach harcerskich.
Po wybuchu I wojny światowej od sierpnia (wzgl. 1 września) 1914 do stycznia 1915 służył jako harcerz w szeregach Legionów Polskich. Był przydzielony w intendenturze, potem w biurze werbunkowym LP. W 1916 ukończył VI klasę w macierzystym krakowskim V Gmnazjum. Od grudnia 1918 do 15 lutego 1918 służył w 16 kompanii batalionu zapasowego II Brygady. Według innej wersji 1 grudnia 1917 zgłosił się w Krakowie do służby w Polskim Korpusie Posiłkowym, a 7 stycznia 1918 został odkomenderowany do tamtejszej Stacji Zbornej w Krakowie i przydzielony do służby w piechocie.
1 listopada 1918 jako ochotnik zgłosił się do Wojska Polskiego. Uczestniczył w wojnie polsko-bolszewickiej w szeregach ówczesnego 167 bytomskim pułku piechoty. W jego szeegach był adiutantem pułku, a potem dowódcą kompanii. 4 lipca 1920 pod Filipowem został ciężko ranny i był leczony w szpitalach polowych. Dostał się do niewoli bolszewickiej, z której został uwolniony w 1921 w drodze wymiany jeńców.
Po odzyskaniu wolności wrócił do macierzystego pułku. Za swoje czyny odznaczony został Orderem Virtuti Militari. Został awansowany na stopień porucznika piechoty ze starszeństwem z dniem 1 stycznia 1922. W latach 20. pozostawał oficerem 75 pułku piechoty w garnizonie Królewska Huta. Został awansowany na stopień kapitana ze starszeństwem z dniem 1 stycznia 1932 i 74. lokatą w korpusie oficerów piechoty. W 1932 pozostawał w dyspozycji szefa Departamentu Piechoty Ministerstwa Spraw Wojskowych. Od grudnia 1934 w stopniu kapitana służył w Korpusie Ochrony Pogranicza w pułku KOP „Wilejka”. Był adiutantem tej jednostki.
Potem pełnił służbę w Rembertowie i w Sosnowcu. Na stopień majora został mianowany ze starszeństwem z 19 marca 1939 i 70. lokatą w korpusie oficerów piechoty. W tym samym czasie pełnił służbę w macierzystej jednostce, przemianowanej na 75 pułk piechoty na stanowisku dowódcy 7 kompanii.
Latem 1939 był w sztabie pododcinka obrony granicy południowej „Nowy Sącz”. Po wybuchu II wojny światowej w kampanii wrześniowej walczył na stanowisku kwatermistrza 2 Brygady Górskiej Strzelców w rejonie Jasła i Krosna. Nie oddał się do niewoli i po nastaniu okupacji niemieckiej zaangażował w działalność konspiracyjną. Najpierw działała w Służbie Zwycięstwu Polski, następnie w Związku Walki Zbrojnej – od lipca 1940 jako inspektor Inspektoratu ZWZ Jasło. Sprawując to stanowisko przebywał w Krośnie, a potem w Orzechówce. Po objęciu przez niego stanowiska rozpoczęto wydawanie w tym rejonie gazetki konspiracyjnej od grudnia 1940. W czasie fali aresztowań w pierwszej połowie lutego 1942 wprawdzie wyjechał z Orzechówki, lecz został zatrzymany w Białobrzegach. W lutym 1942 został aresztowany przez Gestapo w ramach zatrzymania całego Inspektoratu ZWZ Jasło (Krosno). Przetrzymywany w więzieniu w Krośnie, a potem poddawany śledztwu w Jaśle. Według niektórych wersji jego zeznania miały spowodować dalsze aresztowania. Po prawie 6-miesięcznym pobycie w Jaśle został przewieziony do więzienia w Tarnowie, a następnie do KL Auschwitz. Tam został rozstrzelany w grupowej egzekucji 17 marca 1944. Z materiałów przechowywanych w Oddziałowym Archiwum IPN w Rzeszowie wynikają inne okoliczności śmierci majora Obidowicza. Według pierwszej wersji został zamordowany w siedzibie gestapo w Jaśle. Według drugiej zastrzelono go w rowie przy drodze Jasło-Krosno (k. Warzyc).
Już po wstąpieniu do wojska ukończył VIII klasę gimnazjalną. W latach 30. był kawalerem.

## Ordery i odznaczenia
- Krzyż Srebrny Orderu Wojskowego Virtuti Militari nr 5886 – 24 listopada 1922[32][1][2][33]
- Srebrny Krzyż Zasługi[34][35]
- Medal Pamiątkowy za Wojnę 1918–1921[36]
- Medal Dziesięciolecia Odzyskanej Niepodległości[36]

30 maja 1936 Komitet Krzyża i Medalu Niepodległości odrzucił wniosek o nadanie mu tego odznaczenia „z powodu braku pracy niepodległościowej”.